# Équipe cycliste Attaque Gusto
L'équipe cycliste Attaque Gusto (Attaque Team Gusto en anglais) est une équipe cycliste taïwanaise active entre 2014 et 2017. Durant son existence, elle participe aux circuits continentaux de cyclisme et en particulier l'UCI Asia Tour.

## Histoire de l'équipe
En 2018, Attaque Team Gusto fusionne avec l'équipe l'équipe slovène Rog-Ljubljana pour former Ljubljana Gusto Xaurum.

## Principales victoires
- Tour de Thaïlande : Ben Hill (2016)
- Tour de Tochigi : Ben Hill (2017)

## Classements UCI
L'équipe participe aux circuits continentaux et principalement à des épreuves de l'UCI Asia Tour. Les tableaux ci-dessous présentent les classements de l'équipe sur les différents circuits, ainsi que son meilleur coureur au classement individuel.
UCI Asia Tour
| Saison | Classement par équipes | Meilleur coureur au classement individuel |
| ------ | ---------------------- | ----------------------------------------- |
| 2014   | 56e                    | Chun Kai Feng (160e)                      |
| 2015   | 37e                    | Thomas Rabou (96e)                        |
| 2016   | 30e                    | Cameron Bayly (108e)                      |
| 2017   | 28e                    | Ben Hill (45e)                            |

UCI Europe Tour
| Saison | Classement par équipes | Meilleur coureur au classement individuel |
| ------ | ---------------------- | ----------------------------------------- |
| 2016   | 108e                   | Ben Hill (703e)                           |

UCI Oceania Tour
| Saison | Classement par équipes | Meilleur coureur au classement individuel |
| ------ | ---------------------- | ----------------------------------------- |
| 2017   | 16e                    | Ben Hill (68e)                            |

## Attaque Gusto en 2017[3]

### Effectif
| Cycliste | Date de naissance | Nationalité | Équipe 2016 |
| -------- | ----------------- | ----------- | ----------- |

### Victoires
| Date | Course | Pays | Classe | Vainqueur |
| ---- | ------ | ---- | ------ | --------- |